# Calcarele de la Ampoița
Calcarele de la Ampoița alcătuiesc o arie protejată de interes național ce corespunde categoriei a IV-a IUCN (rezervație naturală de tip botanic și geologic), situată în vestul Transilvaniei, pe teritoriul județului Alba.

## Localizare
Aria naturală se află în partea central-vestică a județului Alba, în sudul Munților Trascăului (grupă montană a Apusenilor), pe teritoriul administrativ al comunei Meteș (în estul satului Ampoița), în imediata apropiere de drumul național DN74, care leagă municipiul Alba Iulia de Zlatna. 

## Descriere
Rezervația naturală (cunoscută sub mai multe denumiri: Pietrele de la Ampoița, Pietrele lui Bociacă, Pietrele Gomnușei, Stogurile Popii) a fost declarată arie protejată prin Legea Nr.5 din 6 martie 2000, publicată în Monitorul Oficial al României, Nr.152 din 12 aprilie 2000, privind aprobarea Planului de amenajare a teritoriului național - Secțiunea a III-a - zone protejate, în scopul conservării geodiversității geologice și geomorfologice prezente în rezervație.
Arealul Calcarele de la Ampoița (cu o suprafață de 10 hectare) se află în versantul stâng al Văii Ampoiței (unul din afluenții de dreapta al Ampoiului), pe teritoriul căreia se află trei stânci (klippe calcaroase). Rezervația naturală reprezintă o zonă de pajiști cu vegetație saxicolă specifică stâncăriilor, constituită din specii de: mărgică (Melica ciliata), mierluță (Minuartia verna), timoftica (Phleum montanum), hajmă păsărească (Allium flavum), păiuș (Festuca cinerea).